# 倫敦陣列
倫敦陣列，全名倫敦陣列離岸風力發電廠（London Array Offshore Wind Farm），為一座海上風力發電廠，位於英國泰晤士河口外肯特郡海岸11公里（7英里）處，為英國第二輪離岸風電計畫中的發電廠之一。在2013年到2018年間，倫敦陣列為世界上最大的海上風力發電廠。但2018年9月沃爾尼增建風力發電廠落成後，其超越倫敦陣列成為世界上最大的海上風力發電廠。
倫敦陣列第一期工程於2011年3月動工，並於2013年4月完成，英國首相大衛·卡麥隆於2013年7月4日為倫敦陣列正式揭幕。
原本倫敦陣列已規劃第二期工程，由於各界擔心該項目將對海鳥產生不利影響，2014年時計畫宣告取消。

## 電廠概述

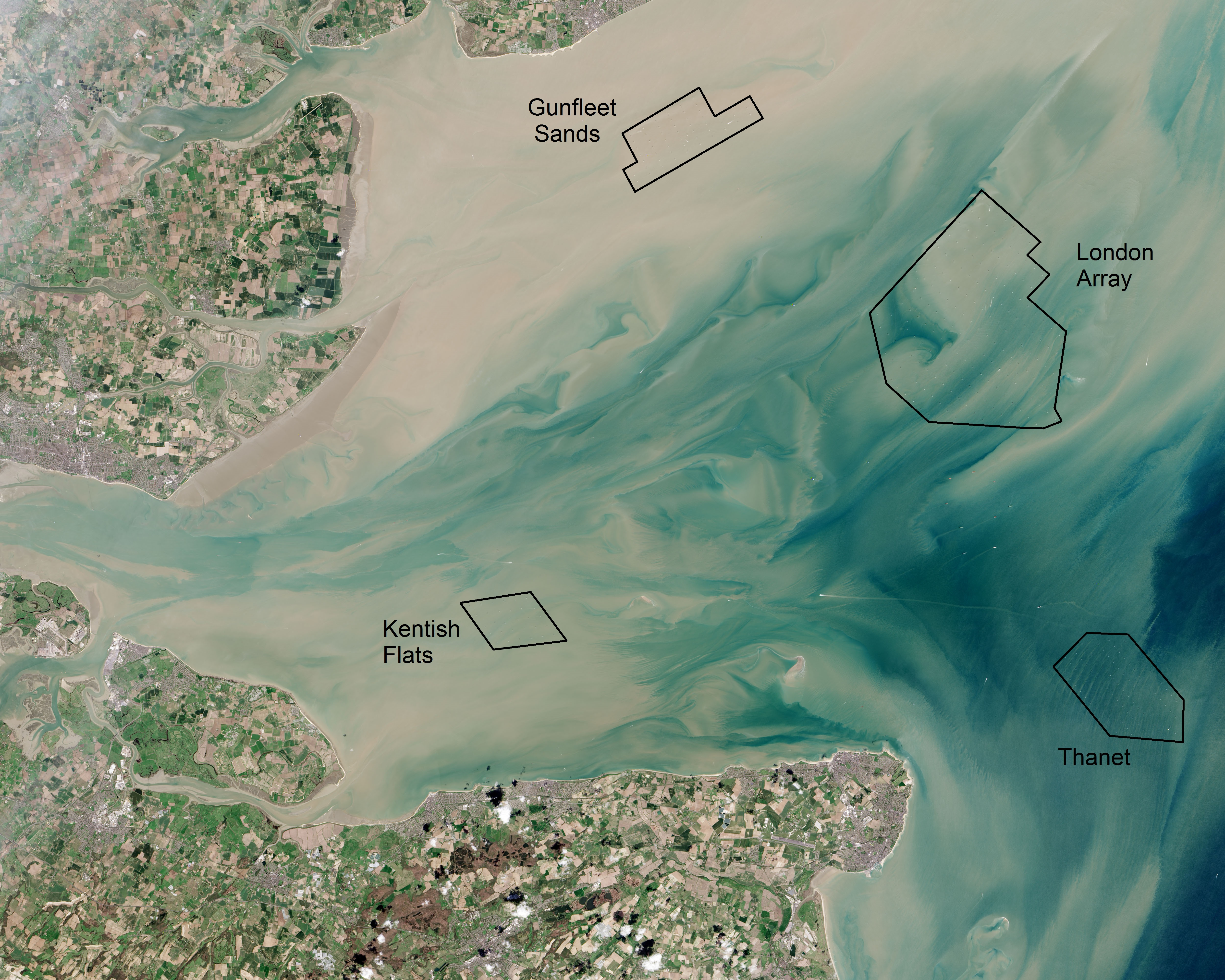
泰晤士河口的衛星照片，倫敦陣列位於右上方，並顯示鄰近離岸風電發電廠區域

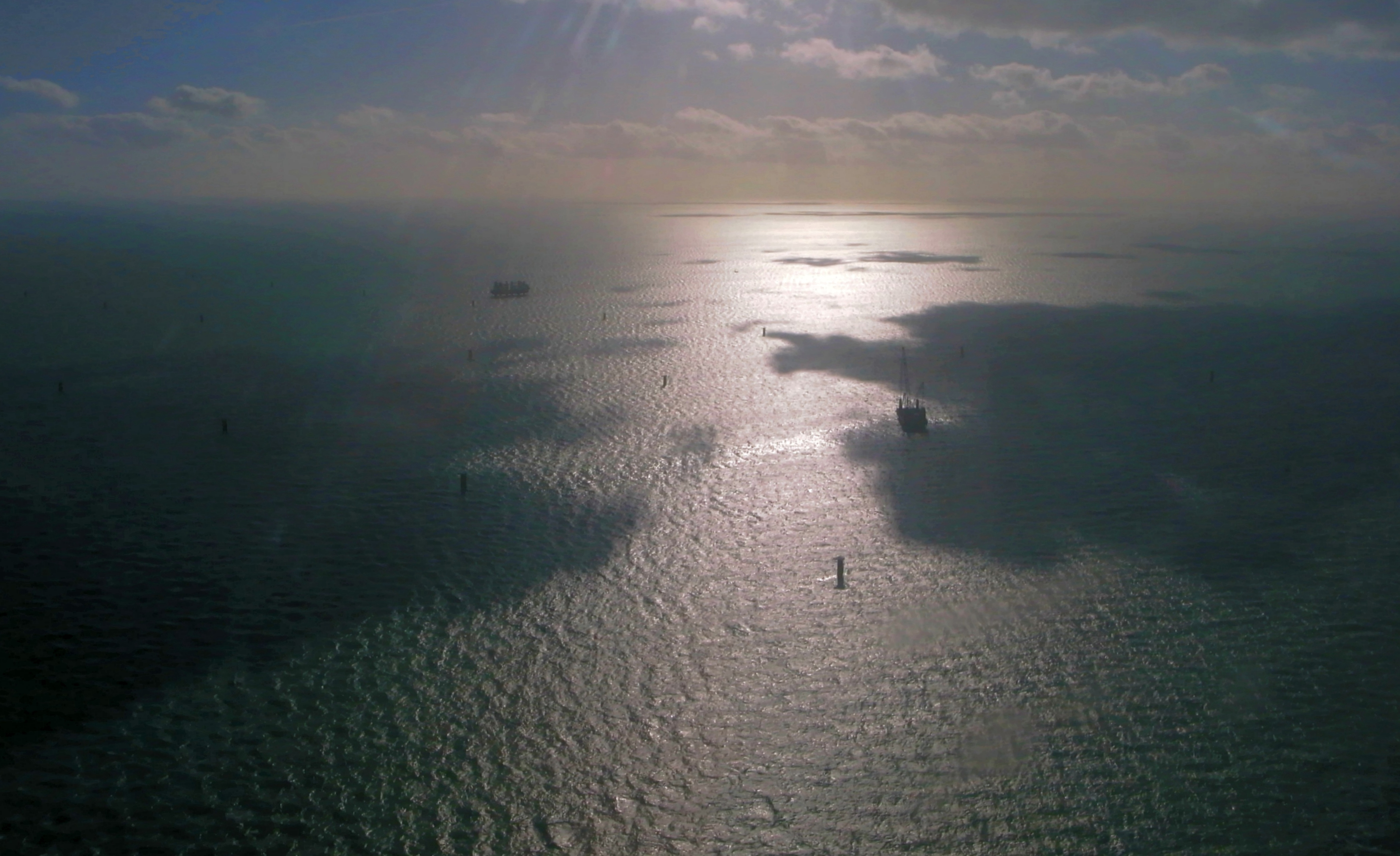
由G-BIRT輕航機上拍攝在建造中的倫敦陣列（2009年）

倫敦陣列風力發電廠位於英國肯特郡北方沿海外海約11公里（7英里）處，水深接近25公尺。該電廠第一階段安裝175部西門子歌美颯公司生產的SWT-3.6-120型風力發電機與兩座海上變電站，裝置容量為630MW。每部風力機與海上變電站的支撐結構採用單樁基礎（Monopile Foundation）形式。電廠內部由長達210公里（130英里）的33kV陣列電纜（Array Cables）連接在一起，各風力發電機所發電力彙集至兩座海上變電站後，透過4條150 kV對外海底電纜，傳輸至肯特郡北方沿海附近的陸上變電站。該電廠以「倫敦」為名，因其所發電力係併入倫敦電網。
倫敦陣列的發電量相對於火力發電廠，每年可減少約90萬噸CO
2排放，相當於30萬輛乘用車的排放量。

## 歷史
倫敦陣列最初於2001年展開先期評估，當時英國貿易及工業部（該單位現已改組為英國商業、能源和產業戰略部）發表了《未來離岸風電-產業的戰略架構》（Future Offshore — A Strategic Framework for the Offshore Wind Industry），將泰晤士河口地區認定為未來英國離岸風電發展的三個潛在場域之一。
2003年12月，英國皇家財產局核准倫敦陣列公司（London Array Ltd，由意昂集團（E.ON UK）、殼牌公司（Shell WindEnergy）與CORE Limited三家公司聯合組成）承租泰晤士河口地區指定海域之50年租約。隨後，倫敦陣列公司於2005年向英國政府提交了「倫敦陣列」開發計畫，於2006年12月獲得批准，並於2007年11月獲得陸上變電站的籌設許可。
2008年5月，原始股東之一殼牌公司宣佈退出，由意昂集團與沃旭能源（DONG Energy）收購其股份，2008年10月16日，總部位於阿布達比的馬斯達爾（Masdar）購買了倫敦陣列公司20%股權。
2009年3月，倫敦陣列公司獲得22億歐元的初始投資資金。其中，第一階段是由歐洲投資銀行和丹麥出口信貸基金（丹麥語：Eksport Kredit Fonden）提供的2.5億英鎊融資。
2013年，為符合英國「天然氣暨電力市場管制局」的規定，倫敦陣列公司將其輸電網路的產權以4.59億英鎊售予電網公司「Blue Transmission London Array Limited」。
2014年1月，沃旭能源將其一半股權出售給管理加拿大魁北克公共養老金計畫之「魁北克儲蓄投資集團」。

### 建造與併網
倫敦陣列於2011年3月開始建造，主要元件與服務的供應商如下：風力發電機由西門子風力發電公司供應；基樁由Per Aarsleff與Bilfinger Berger Ingenieurbau GmbH的合資公司供應與建造；風力發電機由MPI Offshore與A2SEA進行安裝；海上變電站由Future Energy設計、製造與安裝；電氣系統和陸上變電站由西门子公司供應；對外海底電纜由耐克森（Nexans）公司供應；陣列電纜由JDR Cables公司供應；對外海底電纜與陣列電纜由VSMC公司進行安裝。
倫敦陣列部分機組於2012年10月底開始發電，第一階段全部175部風力發電機於2013年4月8日開始運轉，2013年7月4日由英國首相大衛·卡麥隆正式啟用。
2015年12月當月份倫敦陣列發電量達369GWh，容量因子為78.9%，打破全球離岸風力發電發電廠單月份發電量歷史紀錄。2015年整年度發電量為2.5TWh。。

### 第二階段
倫敦陣列原先有第二階段計畫，預計再安裝166部風力發電機，但在環境影響考量下，公司方主動將計畫規模縮小。不過，英國皇家鳥類保護協會（Royal Society for the Protection of Birds）仍認為風場的擴建可能對於紅喉潛鳥的生態造成重大影響。之後各界關注情況大幅增加，最終在2014年2月整個計畫宣告取消。

## 外部連結
- （英文） London Array官方網站（页面存档备份，存于）